# Neuland (Wischhafen)
Neuland ist ein Ortsteil der Gemeinde Wischhafen in der Samtgemeinde Nordkehdingen im niedersächsischen Landkreis Stade.

## Geographie
Der Ort liegt südlich des Hauptortes Wischhafen an der B 495 und an der Landesstraße L 117. Östlich fließen die Wischhafener Süderelbe und die Elbe.

## Baudenkmale
In der Liste der Baudenkmale in Wischhafen sind für Neuland zwölf Baudenkmale aufgeführt, darunter
- das Haupthaus (Ostener Straße 9), das um 1750 als Amtshaus und Verwaltungssitz des neu besiedelten sogenannten „Neuen Landes“ errichtet wurde, nachdem hier der Elbdeich um 1742 wieder hergestellt worden war. Es handelt sich um einen zweigeschossigen Fachwerkbau mit Backsteinausfachung, unter ziegelgedecktem Walmdach.